# تهيجس أل
تهيجس أل (بالهولندية: Thijs Al)‏ هو دراج هولندي، ولد في 16 يونيو 1980 في زاندام في هولندا.

## وصلات خارجية
- الموقع الرسمي
- تهيجس أل على موقع الاتحاد الدولي للدراجات (الإنجليزية)
- تهيجس أل على موقع أرشيف الدراجات (الإنجليزية)
- تهيجس أل على موقع إحصائيات الدراجات الإحترافية (الإنجليزية)
- تهيجس أل على موقع MTB Data (الإنجليزية)
- تهيجس أل على موقع أوليمبيديا (الإنجليزية)